# Pyrostria ampijoroensis
Pyrostria ampijoroensis är en måreväxtart som först beskrevs av Jean Arènes, och fick sitt nu gällande namn av Razafim., Lantz och Birgitta Bremer. Pyrostria ampijoroensis ingår i släktet Pyrostria och familjen måreväxter.
Artens utbredningsområde är Madagaskar. Inga underarter finns listade i Catalogue of Life.